# People CMM
Principalement déployé dans les secteurs de haute technicité indiens et américains, le modèle  People CMM (CMM-P) définit un ensemble de recommandations dans le domaine de la gestion des ressources humaines (affectation des postes, formation, communication et coordination, rémunération et reconnaissance, etc.) 
Ce référentiel est beaucoup moins connu que le modèle CMMi (Capability Maturity Model) qui sert pour la certification qualité des processus de développement logiciel. Ils sont tous deux publiés par le même organisme le SEI (voir (en) Software Engineering Institute). 
Les deux référentiels permettent de progresser sur la voie de l'excellence selon cinq niveaux de maturité. Cette partie commune se retrouve aussi dans la partie implantation/mise en place de la méthode ITIL, d'origine britannique.

## Les processus clés de la démarche CMM-P
Niveau 1 « chaotique » : gestion incohérente. 
Niveau 2 « managé » : rémunération, reconnaissance, formation et développement, management des performances, environnement de travail, communication et coordination, affectation des postes à des activités précises. 
Niveau 3 « défini » : culture participative, travail en groupe, pratiques basées sur les compétences, développement du potentiel, gestion de carrière, planification des ressources, analyse des compétences. 
Niveau 4 « prédictible » : « mentoring » (tutorat), management de l'organisation des RH, mesure des performances, ressources basées sur les compétences, « empowerment » (autonomie) des équipes, intégration des compétences. 
Niveau 5 « progrès continu » : innovation permanente, alignement de la performance organisationnelle, amélioration continue des capacités.

## Synonyme
Capability Maturity Model for People Management